# Regolamento dell'Unione europea
Il regolamento dell'Unione europea è un atto di diritto e una delle fonti del diritto dell'Unione europea così descritta:
(art. 288 par. 2 TFUE)
Si tratta di un atto giuridico vincolante, diretto non solo agli Stati membri, ma anche ai singoli.

## Descrizione
In base all’art. 288 del TFUE il regolamento ha portata generale, nel senso che disciplina in maniera obiettiva delle situazioni astratte. Non si rivolge a destinatari né determinati né identificabili, ma a categorie considerate astrattamente e nel loro insieme. La portata generale del regolamento comporta che questo tipo di atto abbia in linea di principio il medesimo ambito di applicazione territoriale dei Trattati, vale a dire il territorio degli Stati membri.
Il regolamento è obbligatorio in tutti suoi elementi, ciò significa che una volta in vigore le sue norme producono effetti vincolanti nei confronti di tutti coloro - autorità pubbliche e soggetti privati - che sono soggetti al rispetto del diritto dell’Unione europea. Pertanto uno Stato membro non può unilateralmente adottare provvedimenti interni volti a limitare l’applicazione delle norme del regolamento, né può farne un’applicazione incompleta o selettiva. Le norme contenute in un regolamento entrano in vigore e cominciano a produrre direttamente i loro effetti giuridici senza bisogno di misure di recepimento da parte degli Stati membri nel loro ordinamento giuridico interno (cosiddette norme self-executing).
L'obbligatorietà in tutti i suoi elementi è il carattere che distingue il regolamento dalla direttiva, che è obbligatoria solo nel fine che intende perseguire.
Il regolamento è definito come direttamente applicabile in ciascuno Stato membro. L‘atto è destinato a produrre i suoi effetti senza che sia necessario un intervento formale di una qualche autorità nazionale. Un eventuale atto interno di recepimento sarebbe contrario al Trattato, nella misura in cui può rappresentare un ostacolo o comunque ritardare l‘applicazione del regolamento in modo uniforme e simultaneo, anche quando non produca riduzioni della sua sfera di operatività. Ciò non vuol dire necessariamente che i regolamenti siano completi: anzi, spesso accade che debbano essere integrati con misure di esecuzione, che possono essere adottate sia dalla stessa istituzione che ha emanato il regolamento, sia da un'altra istituzione dell'Unione (la Commissione), sia dalle autorità nazionali.
L’applicabilità diretta del regolamento comporta che i diritti conferiti da tali atti possano essere invocati dai soggetti interessati dinanzi alle autorità nazionali competenti, in primis i giudici nazionali, e vanno tutelati anche a scapito di disposizioni nazionali contrarie. Più in generale, tenuto conto del principio del primato del diritto dell’Unione l’efficacia diretta dei regolamenti osta all’applicazione di qualsiasi norma nazionale con essi incompatibile, anche se tale norma è stata adottata posteriormente.

### L'iter legislativo
In base a quanto previsto dall'art. 289 par. 3 TFUE, quando sono adottati con procedura legislativa (ordinaria o speciale), i regolamenti sono atti legislativi. Quando sono adottati dalla Commissione in qualità di delegata ai sensi dell'art. 290 TFUE, si parla di regolamenti delegati. Quando sono emanati nella fase esecutiva ai sensi dell'art. 291 TFUE, si parla di regolamenti di esecuzione.
L'art. 297 TFUE prevede che i regolamenti quando sono adottati secondo la procedura legislativa speciale devono essere firmati dal presidente dell'istituzione che li ha adottati. Vengono poi pubblicati nella Gazzetta ufficiale dell'Unione europea ed entrano in vigore alla data da essi stabilita oppure, in mancanza di data, il ventesimo giorno successivo alla pubblicazione.
Con la Costituzione europea i regolamenti comunitari avrebbero dovuto prendere il nome di "legge europea", ma il trattato di Lisbona ha mantenuto la denominazione corrente.